# 活佛济公2
《活佛济公2》 是2011年7月27日上星于中国大陆的由陈浩民主演济公的电视剧。
部分劇情與1995年台灣版濟公(周明增版)相似。

## 剧情
该剧据清郭小亭著《济公全传》及民间故事改编，由林添一执导，简远信编剧，由《血魔出世》、《贞节牌坊》、《画中仙》、《木马缘》、《双退婚》 、《万应佛堂》、《疯女劫》、《雪女传说》 、《鬼郎君》 等9个故事组成。继第一部后，讲述前世为降龙尊者的济公除恶扬善，拯救百姓苦难，与以乾坤洞主为首的恶势力斗智、斗勇的故事。

## 播放平台

### 首播
| 頻道                                   | 所在地 | 播映日期      | 播出時間 | 備註 |
| 杭州影视频道                           | 中国   | 2011年7月1日  |          |      |
| 广东珠江频道                           | 中国   | 2011年7月11日 |          |      |
| 山东齐鲁频道                           | 中国   | 2011年7月25日 |          |      |
| 江苏卫视                               | 中国   | 2011年7月27日 |          |      |
| 广东、云南、四川、天津、黑龙江五大卫视 | 中国   | 2012年4月19日 |          |      |

## 演员表

### 主要演员
| 演员   | 角色           | 备注 |
| 陈浩民 | 活佛济公，道济 | 道濟 貫穿全劇男主角，俗名李修缘；前世為降龙罗汉；广亮之师弟；必清，必安之师叔；赵斌，陈亮之师父；胭脂之前夫。綠姬、乾坤洞主之天敵，以酒肉穿腸過，佛祖心中有，只修心不修口的個性為人所知。絕技為羅漢翻天印，口頭禪:「別聖僧聖僧的叫，我壓力山大的。」「伸腿瞪眼丸，只融你口，不融你手。」「不要迷戀我，哥只是傳說。」 |
| 林子聪 | 广亮           | 廣亮 貫穿全劇男配角，前世為胖仙童；道济之师兄；必清，必安之师叔；灵隐寺的监寺。心善好吃，總喜歡拿必清和濟公開玩笑，方向感不太好。口頭禪:「你真的是越來越有智慧了喔」 |
| 叶祖新 | 必清           | 必清&英俊 貫穿全劇男配角，俗名秦英俊；前世為瘦仙童；广亮，道济之师侄；必安之师兄；李梦兰之青梅竹马及暗恋对象。因為長相瘦小秀氣，總會被廣亮捉弄，直到必安出現後就開始聯合廣亮捉弄必安了。 |
| 张亮   | 陈亮           | 陳亮 貫穿全劇男配角，道济之师徒；赵斌之同门师兄弟与挚友；白灵之恋人。個性沉穩大氣，但遇到和白靈有關的事情就不淡定，使用法寶為幻影劍，後期被乾坤洞主附身，直到第三部才被白靈救出。 |
| 林江国 | 赵斌           | 赵斌 貫穿全劇男配角，前世為灵禅子，道济之師徒；陈亮之同门师兄弟与挚友；喜欢白雪。一個略微自戀及自大的帥氣俠士，絕招為飛空斬，第三部習得修羅指。 |
| 馨子   | 白雪           | 白雪 貫穿全劇女配角，白兔子精；乾坤洞主之门徒；绿姬，白灵之师妹；喜欢赵斌。古靈精怪且腦袋有些二的可愛女孩，被趙斌戲稱胡蘿蔔。口頭禪:「妖妳妹，妳妹才是妖怪啊！」 |
| 張寶雯 | 綠姬           | 綠姬 綠蜥蜴精；乾坤洞主之门徒；白雪之师姐；暗恋赵斌。 |
| 周觅   | 必安           | 必安 貫穿全劇男配角，广亮，道济之师侄， 必清之师弟。靈隱寺新進菜鳥沙彌，經常被必清與廣亮捉弄，但偶爾也會跟著兩人一起捉弄濟公。 |
| 杨雪   | 白灵           | 白靈 白狐狸精；乾坤洞主之门徒；白雪之师姐；陈亮之恋人；第二系列并未正式登场，仅出现于台词及回忆片段里 （回忆片段剪辑自第一系列）。 |

### 單元：血魔出世
| 演员   | 角色   | 备注 |
| 洪天明 | 萧遥   | 蕭遙 天山弟子。侠义心肠，嫉恶如仇，为人自负，但不失风趣、乐观，天山门世代皆为看守血魔出世为己任。深爱冷冰心。萧遥被血魔附身后自封穴道，求冷冰心用天罡剑刺死自己以消灭血魔，最终成仙。 |
| 穆婷婷 | 冷冰心 | 冰心 玄女宫宫主，玄女宫亦为世代皆为看守血魔。深爱萧遥。冰心为救被血魔附身以及中毒的萧遥而甘愿牺牲自己的功力，以玄女功救他。在用天罡剑刺死萧遥后自刎，最终成仙。                       |
| 邓天晴 | 冷花枝 | 花枝 冰心侍女，后为玄女宫宫主，诙谐逗趣。 |

### 單元：贞节牌坊
| 演员   | 角色 | 备注                                                             |
| 陶慧敏 | 邵芳 | 邵芳 梁豹(梁華)的情人，陸邦的生母，最後與梁豹(梁華)再次復合      |
| 岳跃利 | 梁华 | 梁华&梁豹 邵芳的情人，陸邦的生父，曾經是山賊，最後與邵芳再次復合 |
| 是安   | 陸邦 | 陸邦 新科状元，梁豹和邵芳的儿子                                  |

### 單元：画中仙
| 演员   | 角色   | 备注 |
| 杜晓婷 | 江月凤 | 月鳳 温柔贤惠，生前为俞武郎爱慕。因俞武郎企图侵犯自己与殴打自己的父亲，月凤不得已，就拿起地上的一块石头，砸死了俞武郎，后投井自尽以表清白。因裱有千年神木的自画像飘到井口，魂魄被神木吸入画中并被其保护。因陆天宇题完整了画上的诗，月凤由感激生爱意。但因孪生妹妹杨仙梅破坏，差点儿魂飞魄散。最终得济公帮助，月凤借仙梅身体还魂和天宇有情人终成眷属。 |
| 杜晓婷 | 杨仙梅 | 仙梅 刁蛮泼辣，自私自利，本不喜欢陆天宇，后知孪生姐姐月凤喜欢天宇，故意破坏，还企图烧自己的姐姐，终自食恶果被俞武郎杀死。 |
| 崔林   | 陆天宇 | 天宇 书生。谦恭有礼，温文儒雅，本是杨仙梅未婚夫，但却爱上江月凤，为爱历经困难，终于和月凤有情人终成眷属。 |
| 姚奕辰 | 俞武郎 | 武郞 蛮横凶恶，学习奇门邪术，深爱月凤。虽遭月凤杀死，但因此反借邪术修成山魈魔怪。因月凤在画中受神木保护使其找不到她的灵魂，守护月凤尸体数年，因月凤走出画中与陆天宇谈话而纠缠月凤，后被济公收入葫芦。 |

### 單元：木馬緣
| 演员   | 角色   | 备注                                                                                          |
| 徐熙颜 | 李梦兰 | 梦蘭 必清的青梅竹马                                                                           |
| 陈怡真 | 娃娃   | 娃娃 秦家莊的蓮池中的蛙精。 因鎮壓蓮池中的瘴毒有功而受上蒼豁免， 最終在濟公的幫助下登臨仙界。 |

### 單元：雙退婚
| 演员   | 角色   | 备注                            |
| 戴娇倩 | 李青荷 | 青荷 神醫李懷春之女，洪承宗之妻 |
| 邓紫衣 | 商芸   | 商芸 商員外之女，文正之妻       |
| 杜俊泽 | 文正   | 文正 文夫人之子，商芸之夫       |
| 孫耀威 | 洪承宗 | 承宗 洪員外之子，李清荷之夫     |

### 單元：萬應佛堂
| 演员     | 角色   | 备注 |
| 淳于珊珊 | 柳昊天 | 昊天 万應佛堂堂主，因救了蛛儿，逼蛛儿教其噬魂大法，曾受到綠姬的利用，后被濟公他們解脫而改邪歸正，並與葉琳相愛 |
| 王宣予   | 叶琳   | 叶琳 昊天的心上人                                                                                             |
| 陈佳佳   | 珠儿   | 珠兒 蜘蛛精，萬應佛堂護法                                                                                     |

### 單元：瘋女劫
| 演员   | 角色   | 备注 |
| 王佳音 | 赵玉贞 | 玉贞 瘋女，朱家二少奶奶，趙大海之女，朱明德的妻子，朱明翰与施秀云的弟媳，個性溫柔婉約，曾被施秀云陷害未逐，實則屢次被朱明翰陷害未逐，最後原諒施秀云                                                                           |
| 黄明升 | 朱明翰 | 明翰 朱家大少爺，施秀雲的丈夫，趙玉貞夫家大哥，湯頭和王晨的主子，外表心地善良，實際陰險狠毒，私下与綠姫勾結刺殺汤头和靈隱寺未逐，實則屢次陷害趙玉貞未逐，最後在公堂上練血魔精血才反擊自己，導致全身爆炸而亡。(為綠姬所重創)。 |
| 李晨熙 | 施秀云 | 秀云 朱家大少奶奶，朱明翰的妻子，玉贞夫家大嫂，本性不惡，自私自利，刁蠻潑辣，想置趙玉貞於死地，曾陷害赵玉贞未逐，最後被赵玉贞所原諒。                                                                                         |

### 單元：雪女傳說
| 演员   | 角色   | 备注 |
| 翁虹   | 玉玲珑 | 玲珑 雪女，后与高楓成為夫妻，小雪的母親，本性善良，嫉惡如仇，曾與道濟多眾誤會，後為擊敗雪妖並與道濟解除誤會 |
| 陈司翰 | 高枫   | 高楓 商人，遇强盗被玉玲珑所救，后结为夫妻，小雪的父親                                                       |

### 單元：鬼郎君
| 演员   | 角色   | 备注                          |
| 简远信 | 夏子渊 | 子淵 常义诊的名医，人稱賽華陀 |
| 孔琳   | 佟玉霞 | 玉霞 子渊妻                   |

## 電視原聲
| 曲序 | 曲目                   |                | 作曲   | 编曲   | 演唱   |
| ---- | ---------------------- | -------------- | ------ | ------ | ------ |
| 1.   | 《新快乐颂》（片头曲） | 簡遠信、林勁松 | 周晋进 | 周晋进 | 陳浩民 |
| 2.   | 《胭脂淚》（片尾曲）   | 李岩修         | 徐嘉良 | 徐嘉良 | 劉依純 |
| 3.   | 《最后的爱》（插曲）   | 李岩修         | 徐嘉良 | 徐嘉良 | 刘依纯 |

## 社会影响
该剧的演员造型比较雷人、搞怪，台词穿越而高效，颠覆了传统佛教神仙在人民心中的形象，被观众誉为该片的亮点。陈浩民解释说：“绝对不是为了恶搞，‘不要迷恋哥，哥只是个传说’、‘你妈喊你回家吃饭’这样的话，我们拿来用只是为了增加亲切感。”

## 评价
观众总结了三位演员中不同济公的特色：游本昌版的是“传神”济公，周星驰版的是“无厘头”济公，陈浩民版的是“潮”济公。

## 收視率
(由csm数据参考而来，收视率包括全天收视指数和市场(收视)份额参数)
| 平台     | 平均收视率 | 平均市場份額 | 全年排名 |
| 江苏卫视 | 1.16       |              | 21       |